# Nabočany
Nabočany jsou obec v okrese Chrudim v Pardubickém kraji. Leží mezi městy Hrochův Týnec a Chrast. Středem Nabočan protéká malý potok s názvem Ježděnka. Žije zde 124 obyvatel. Je zde Sbor dobrovolných hasičů, který má dlouholetou tradici.

## Historie
První písemná zmínka o vesnici pochází z roku 1275, kdy je zmiňován jistý Dluhomil z Nabočan. Majitelé se často střídali, patřili k významnějším osobnostem tehdejšího života. Nejstarší dochovanou budovou je dům čp. 1 z roku 1701.

## Obyvatelstvo
| Rok            | 1869 | 1880 | 1890 | 1900 | 1910 | 1921 | 1930 | 1950 | 1961 | 1970 | 1980 | 1991 | 2001 | 2011 | 2021 |
| -------------- | ---- | ---- | ---- | ---- | ---- | ---- | ---- | ---- | ---- | ---- | ---- | ---- | ---- | ---- | ---- |
| Počet obyvatel | 304  | 341  | 316  | 307  | 328  | 320  | 255  | 170  | 192  | 182  | 145  | 128  | 122  | 106  | 125  |
| Počet domů     | 38   | 39   | 41   | 37   | 51   | 50   | 47   | 53   | 48   | 48   | 44   | 51   | 48   | 52   | 55   |

## Obecní správa
Mezi lety 1850–1872 Nabočany patřily jako osada obce k Honbicím v okrese Chrudim. Od roku 1873 jsou obcí.

## Pamětihodnosti
- Socha svatého Jana Nepomuckého
- Kaplička

### Zámek

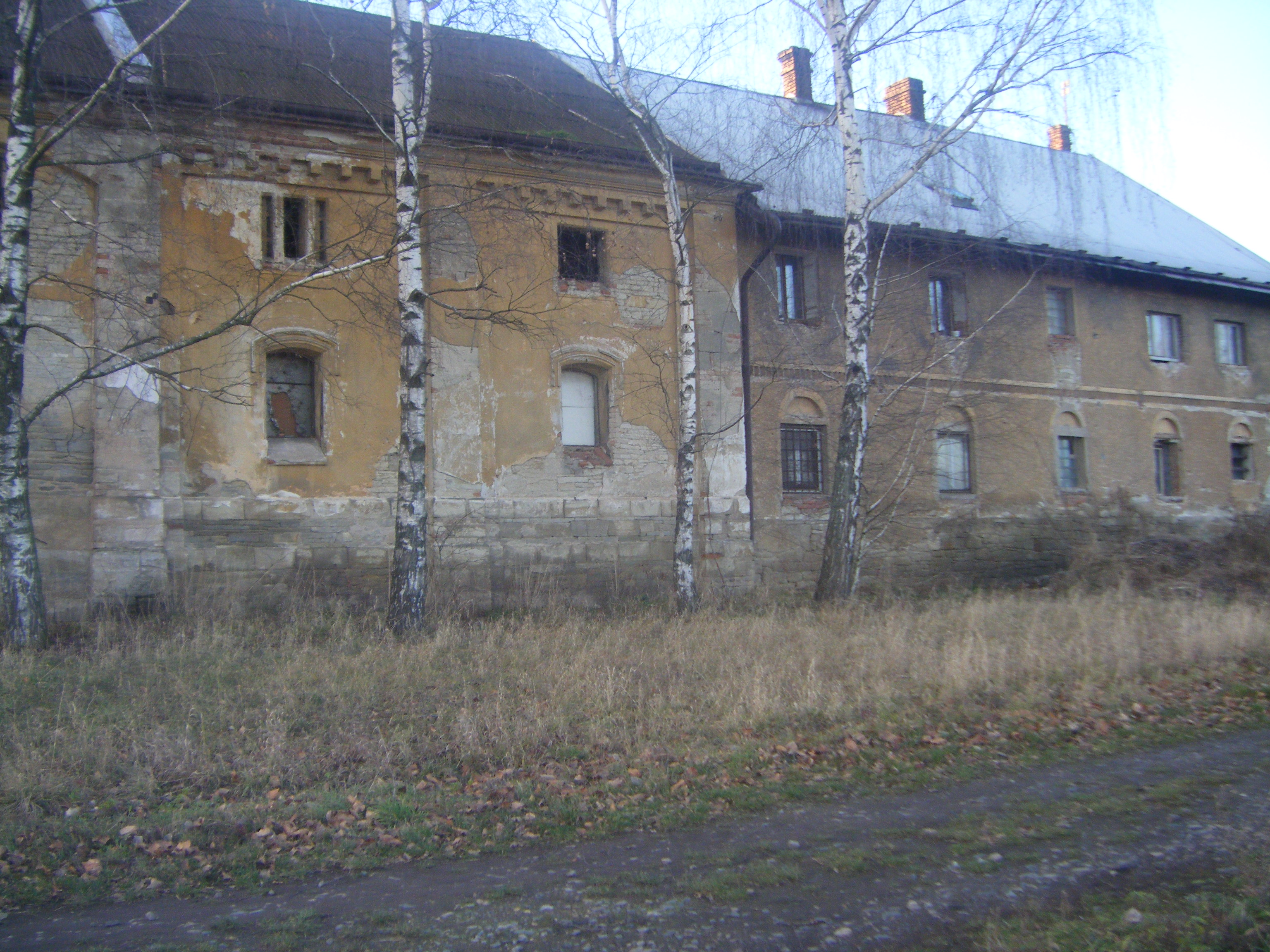
Nabočanský zámek

V obci Nabočany se nachází také menší zámek. Tato budova zde stojí přibližně od roku 1568. Již roku 1692 byla však přestavěna v duchu baroka. Svou dnešní podobu získala v letech 1820 až 1830, kdy byla velmi rozsáhle přestavována. V současnosti je budova zámku součástí areálu zemědělského družstva a v některých jejích částech jsou byty.

## Naše pole
Od roku 2000 se v Nabočanech každoročně koná zemědělská výstava s názvem Naše pole. Probíhá v červnu a lze zde zhlédnout nejrůznější moderní zemědělské stroje i mnoho druhů plodin. Na výstavě se prezentují vystavovatelé z celé České republiky. Součástí akce Naše pole je i poradenství začínajícím zemědělcům.

## Podniky
V Nabočanech sídlí pobočka AG Motor prodávající náhradní díly na zemědělské stroje a řeznictví Kořínek.

## Galerie

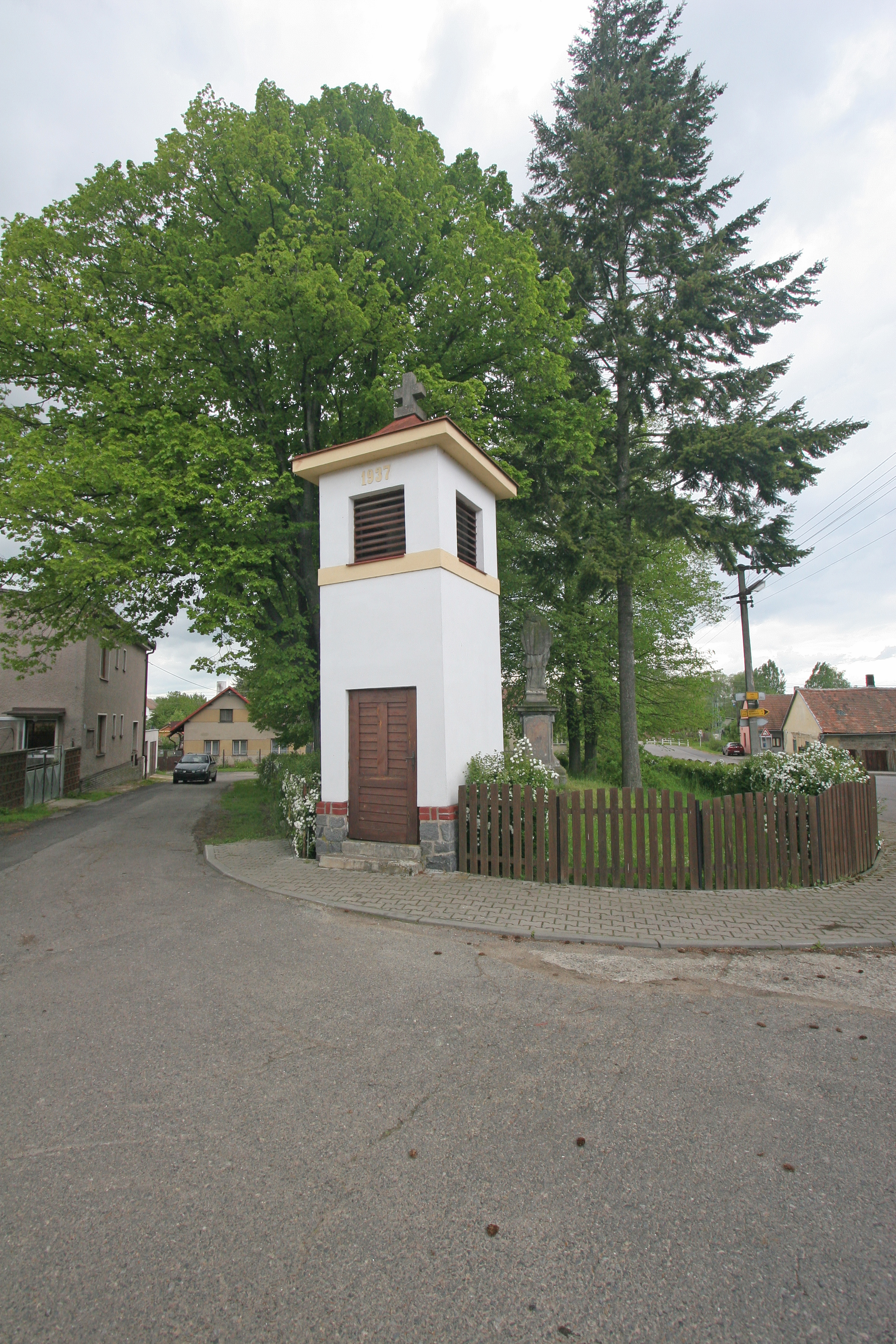
Zvonice
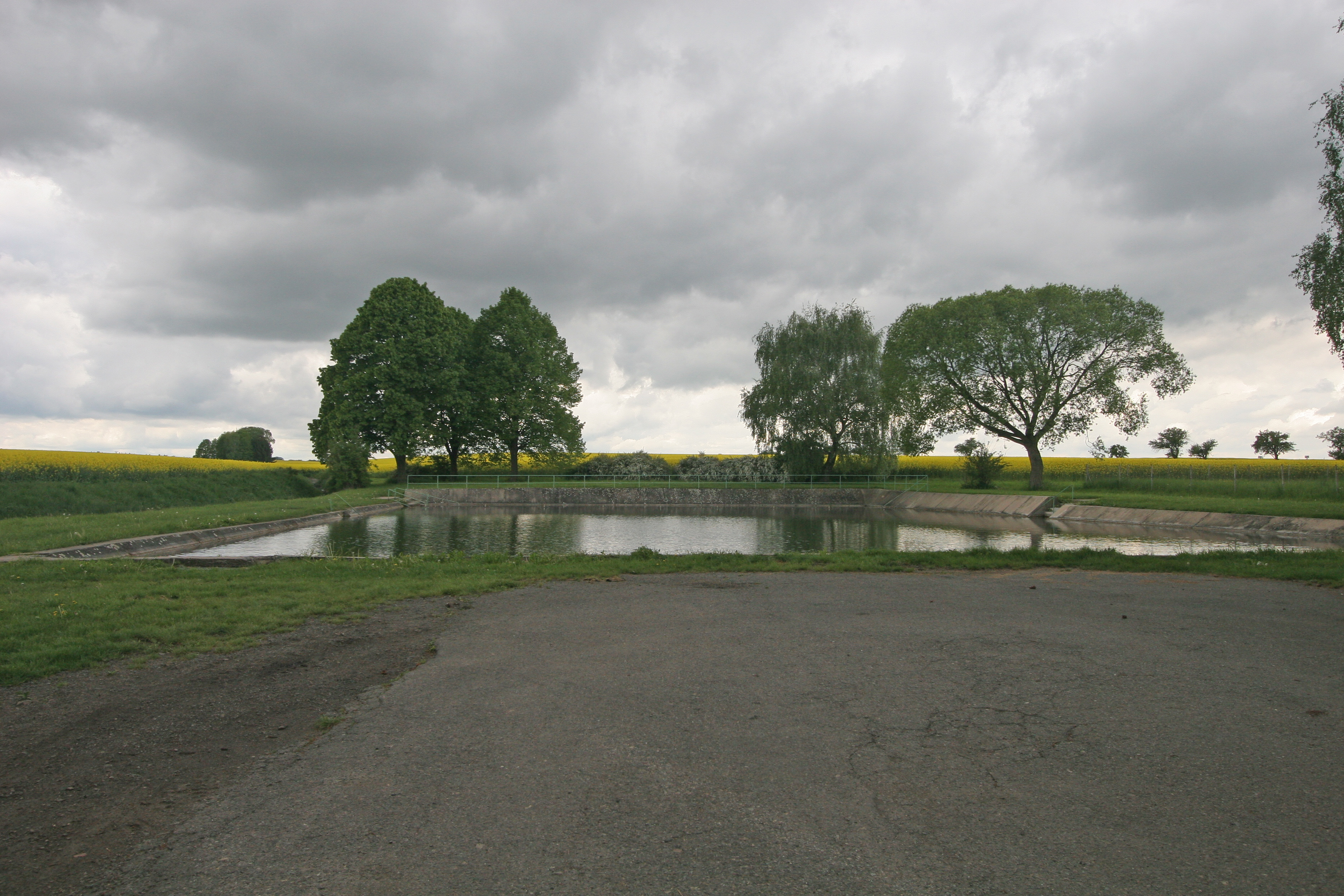
Koupaiště
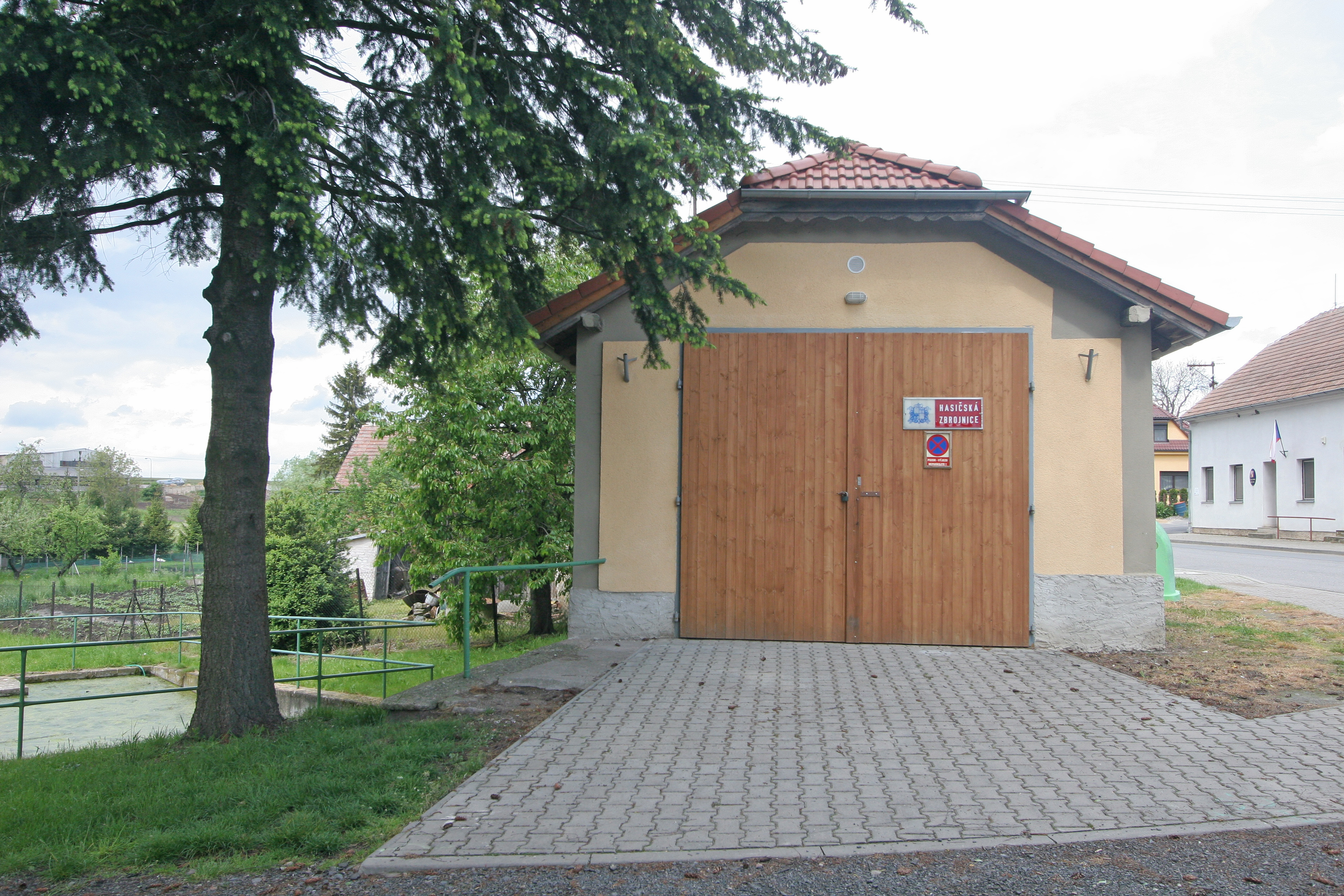
Hasičská zbrojnice
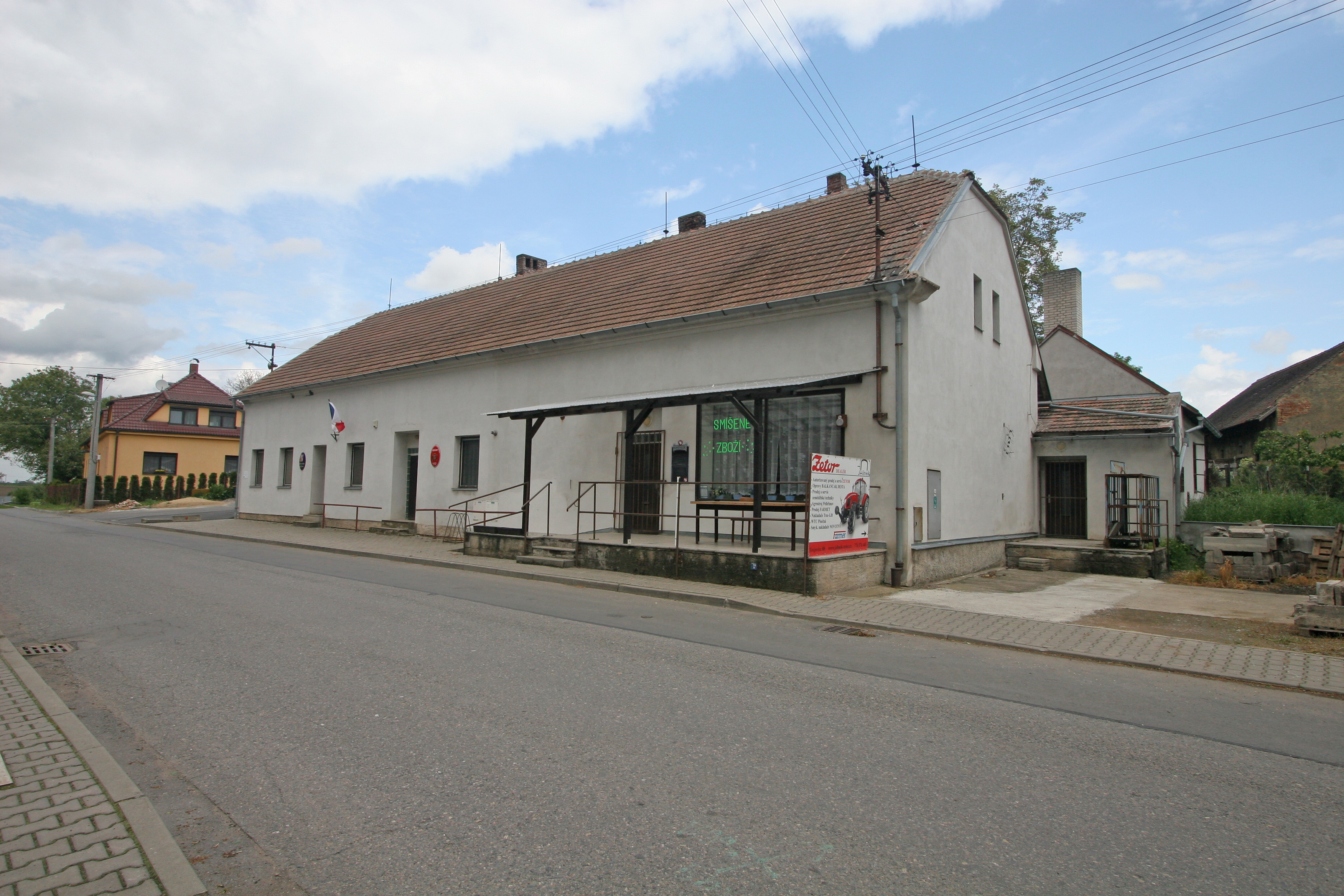
Obecní úřad
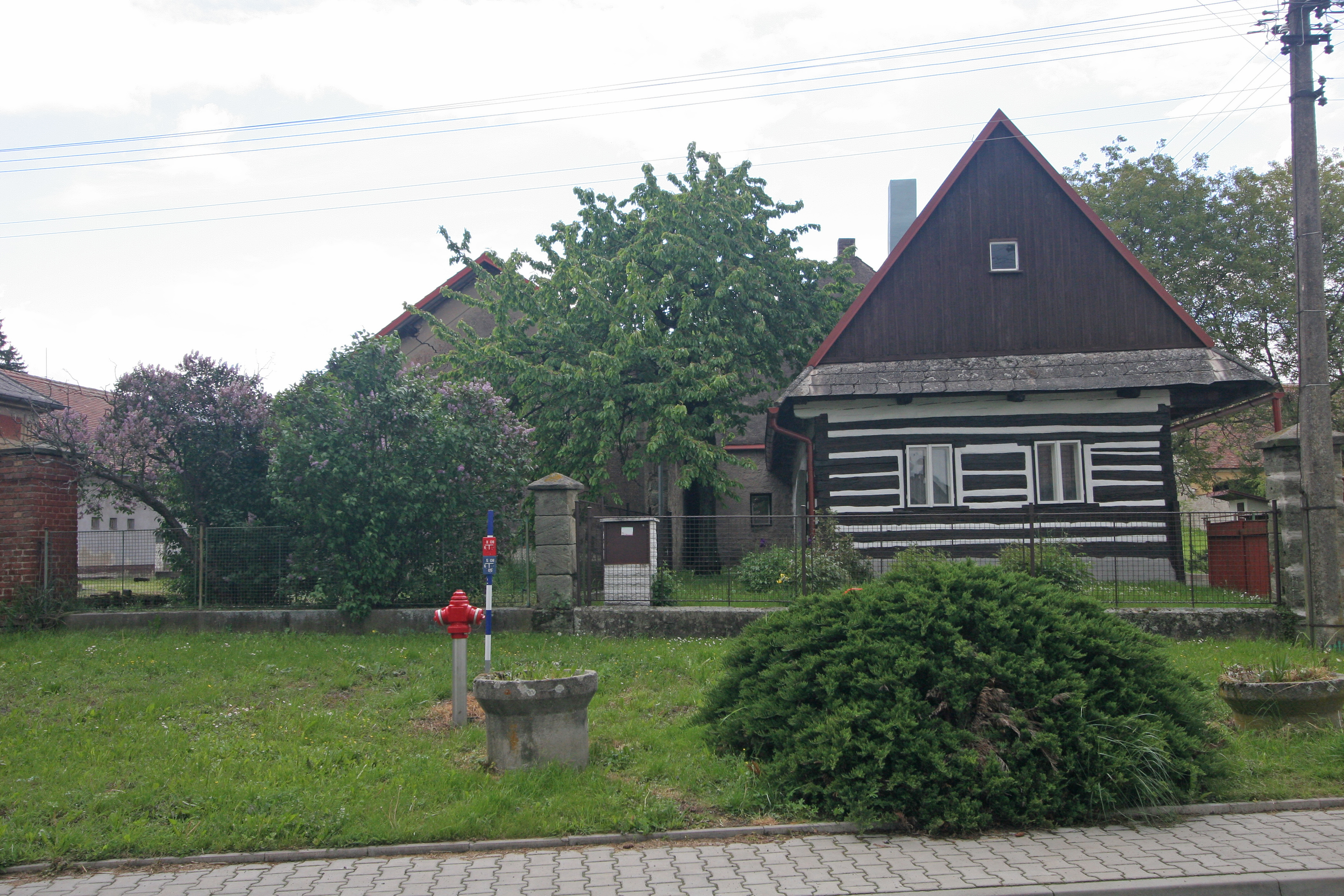
Stavení čp. 12
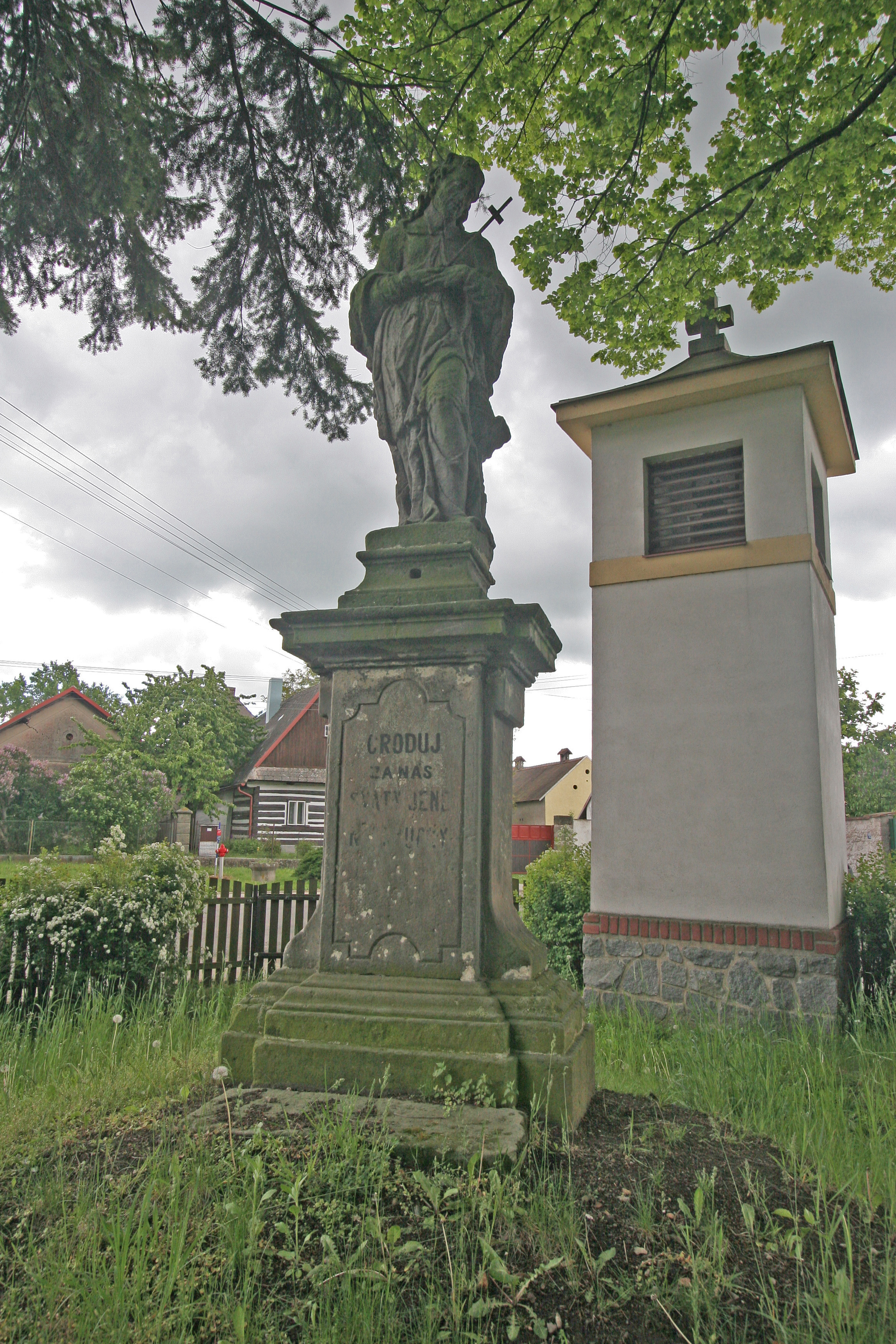
Socha svatého Jana Nepomuckého